# Осей Кваме Пан'їн
Осей Кваме Пан'їн (1762/1765 — 1803) — 5-й асантейн (володар) імперії Ашанті у 1777—1803 роках.

## Життєпис
За материнською лінією походив з правлячої династії Ойоко Абусуа. Син Ак'яама та Сафо Кантанки, володаря Мампонга. Народився між 1762 і 1765 роками. 1764 року після зречення асантейна Кусі Ободоми Сафо Кантака стає регентом (мампонгейном), що значного збільшило вплив його родини.
За правління асантейна Осей Квадво був оголошений спадкоємцем трону. Втім після його смерті 1777 року частини правлячої династії та сановників виступила проти обрання Осей Кваме Пан'їна, оскільки той був досить молодим та належав за батьківською лінією до роду, де були сильні мусульманські звичаї. В результаті спалахнуло повстання на чолі Атакора Кване, що був призначений регентом. Осей Кваме Пан'їна підтримали північні провінції, де був значний вплив його батька. Зрештою Осей Кваме здобув перемогу й став асантейном. Проте Атакоре Кване було призначено першим радником.
Невдовзі за підтримки близьких родичів відсторонив Акаторе Кване від посади. Втім значний вплив набула Конаду Яадом, дружина померлого Осея Квадво.
Протягом 1780х років поступово замінив радників на відданих власне йому. Це розглядається в розрізі продовження реформ Осея Квадво, внаслідок чого Осей Кваме Пан'їн намагався створити служилу знать замість плем'яної. Також намагався усунути представників інших гілок династії. Так, Конаду Яадом звинувати асантейна в отруєнні свого сина Опоку Кваме.
Відмова Осей Кваме Пан'їна відвідати культове свято Одвіра спровокувало між 1799 і 1801 роками повстання проти нього. Зрештою вимушен був тікати на північ до Двабене. Тут не маючи змоги чинити опір 1803 року наклав на себе руки. Трон отримав Опоку Фофіє.